# Суднобудівників (зупинний пункт)
Суднобудівникі́в — пасажирський залізничний зупинний пункт Херсонської дирекції Одеської залізниці.
Розташований у Корабельному районі м. Миколаїв Миколаївської області на лінії Миколаїв — Миколаїв-Вантажний між станціями Миколаїв (5 км) та Миколаїв-Вантажний (4 км).